# 玛格丽特·考特
瑪格麗特·史密斯·考特，AC，MBE（英語：Margaret Smith Court，1942年7月16日—），已退役的澳洲女子網球運動員，單打最高世界排名第一，24座大滿貫得主，國際網球名人堂成員。
考特在1970年成為公開賽年代以來第一個，也是歷史上第二個贏得女子單打網球大滿貫的選手（在同一個賽季裡奪得所有四個網球大滿貫系列賽冠軍）。她的職業生涯中共贏得24個大滿貫系列賽的女單冠軍，包括創紀錄的11個澳洲網球公開賽冠軍；還有19個大滿貫賽女雙冠軍與21個大滿貫賽混雙冠軍，生涯總計64個大滿貫賽冠軍，至今仍是無人能及的紀錄。她也是唯一一位贏得混雙大滿貫的女子網球選手，更有甚者，她完成了兩次混雙大滿貫。瑪格麗特·考特的生涯勝率為91.74%（1117勝106敗），是目前的世界紀錄保持人。許多人都認為她是最偉大的女性網球選手，國際網球名人堂如此介紹她：「世上沒有任何一個網球選手可以媲美她。」。

## 個人生活
考特出生在天主教家庭，自幼即是天主教徒，但是在1970年代成為五旬節教派的信徒。1983年，她從河景教堂獲得了神學認證，並在1991年成為牧師（minister），接著建立了「瑪格麗特考特分部」（Margaret Court Ministries）。1995年，考特在澳洲伯斯建立了名為「勝利人生中心」（Victory Life Centre）的五旬節教派教堂（Pentecostal church），迄今仍擔任這間教堂的資深牧師（senior pastor）。她的電視節目《一場勝利人生》（A Life of Victory）則在澳洲基督徒頻道播映，考特是一個完全信奉「信仰的話運動」的信徒。
考特的公公查爾斯·考特爵士和大伯理查·考特（考特丈夫的大哥）都是曾擔任西澳州長的澳大利亚自由黨黨員。
在澳洲，考特以持續地批評同性戀和同性婚姻而出名，2002年時她就反對西澳政府通過同性別配偶與異性別配偶享有同等權利的法案，2011年時並公開發表演說反對澳大利亞聯邦政府正在研議的同性婚姻合法法案。雖然考特曾經表示她不討厭同性戀並且歡迎他們成為教徒，但是也認為同性戀活動是一種有罪的「選擇」，並且認為女同性戀者（Lesbians）、男同性戀者（Gays）、雙性戀者（Bisexuals）與跨性別者（Transgender）社群（LGBT）是霸道地要求原本就不屬於他們的婚姻權利。
考特因為這些言論被已經出櫃的同性戀網球選手批評，包括比利·简·金、雷内·斯塔布斯和玛蒂娜·纳芙拉蒂洛娃，玛蒂娜·纳芙拉蒂洛娃甚至認為考特的言論讓人毛骨悚然。有一個LGBT權利促進團體曾要求在2012年澳洲網球公開賽期間應在瑪格麗特·考特競技場懸掛彩虹旗，還要求應該將該場館重新命名；考特則譴責這些人的行動是一場「政治噱頭」。考特也因為在澳洲小報太陽先驅報發表的一篇文章，而被澳洲新聞評議會（APC）批評其散佈錯誤的並且「可能很危險的」同性戀資訊；澳洲基督徒遊說團體則以譴責澳洲新聞評議會的決定作為回應，並宣稱澳洲新聞評議會建立了一個反抗言論自由的危險先例。

## 網球生涯
瑪格麗特·考特在1942年出生於澳洲新南威爾斯奥尔伯里，原名瑪格麗特·史密斯。她是勞倫斯·史密斯（Lawrence Smith）和凱薩琳·史密斯（Catherine Smith）的么女，有兩個哥哥凱文（Kevin）和文森（Vincent）與一個姊姊瓊（June），她天生是左撇子但被調整為右撇子。瑪格麗特·考特在八歲那年開始打網球，並且在十七歲那年（1960年）贏得第一個澳洲網球公開賽女子單打冠軍（之後連續贏得七座澳網女單冠軍）。
在贏得1966年温布尔登网球锦标赛女子單打冠軍之後，考特暫時從網球事業退休。她在1967年嫁給了貝瑞摩爾·考特（Barrymore Court），並改名為瑪格麗特·史密斯·考特，或者瑪格麗特·考特。她在1968年回到網球場，並在1970年贏得了女子單打網球大滿貫。隔年，她在溫布頓女子單打輸給了伊文·古拉贡 ，當時她懷著第一個孩子丹尼爾，並在1972年生下他。考特在1972年美網捲土重來並打完了1973年球季，然後在1974年生下第二個孩子瑪莉卡。1975年再度拾起球拍，但1976年因為懷了第三個孩子而錯過大部分球季，而後在1977年重回巡迴賽，然而當知道懷了第四個孩子後，她決定在1977年退休。考特最後一次出現在大滿貫是在1975年。
考特是能夠完成生涯完全大滿貫的三位選手之一，也就是贏得了四個網球大滿貫系列賽的所有賽事冠軍，包括單打、同性別雙打及混合雙打，另外兩位是多麗絲·哈特及玛蒂娜·纳芙拉蒂洛娃，然而三人之中僅有考特可以把這12項冠軍都贏得兩次以上。更特別的是，考特是在1968年公開賽年代開始之前與之後各完成一次生涯完全大滿貫。
考特在1973年輸了一場廣為宣傳並且在美國電視轉播的挑戰賽。1973年5月13日在加州拉摩納，考特和前世界第一男子網球選手，當時55歲的博比·里格斯進行了一場挑戰賽，考特當時是世界排名最高的女子選手，外界原本預估她會輕鬆獲勝，但有報導指出她並未認真看待該場比賽，瑞格斯最後靠著搭配使用後場高吊球和網前放球，以6-2和6-1直落二擊敗了考特。四個月之後，比莉·簡·金則在休士頓太空人球場舉行的網球性別大戰中擊敗了瑞格斯。
2003年，為了向考特致敬，墨爾本公園的一號球場（Show Court One）更名為瑪格麗特·考特體育館；同年，澳大利亞郵政則以她的肖像為主題製作澳洲郵票表達敬意。

## 生涯時間表

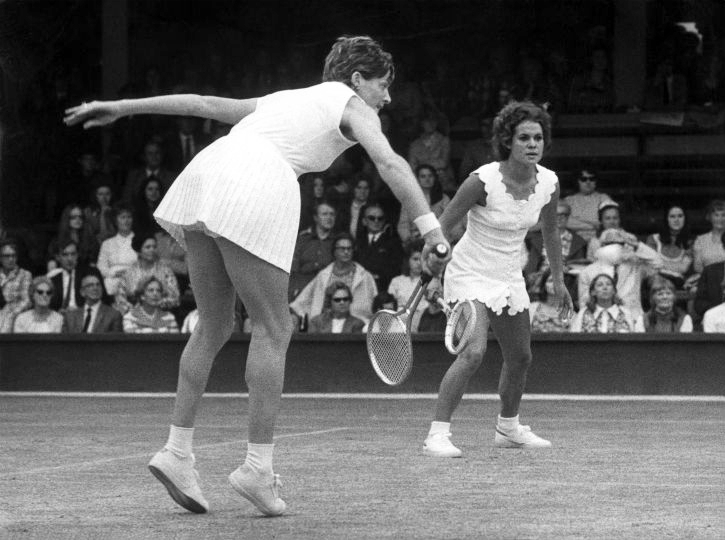
1971年，考特在溫網的雙打比賽。

- 1960年 – 在澳洲網球公開賽贏得個人第一座單打冠軍，但是在青少女組單打冠軍戰敗給了萊斯莉·特納·波利（英语：Lesley Turner Bowrey）。
- 1962年 – 贏得三座大滿貫系列賽的單打冠軍。
- 1963年 – 成為第一個贏得溫布頓網球錦標賽女單冠軍的澳洲選手；和肯·弗萊徹成為史上唯一一組贏得混雙大滿貫的組合。
- 1964年 – 贏得三座大滿貫系列賽的混雙冠軍；在溫布頓奪得女雙冠軍，使她完成了生涯完全大滿貫。
- 1965年 – 贏得三座大滿貫系列賽的單打冠軍；和三位不同選手搭檔贏得本年度大滿貫系列賽的四座混雙冠軍。
- 1966年 – 暫時退休。
- 1969年 – 贏得三座大滿貫系列賽的單打冠軍和混雙冠軍。
- 1970年 – 完成女子單打大滿貫，分別在澳網擊敗克丽·梅尔维尔·里德，在法網擊敗海爾嘉·妮珊·馬斯托夫（英语：Helga Niessen Masthoff），在溫網擊敗比利·简·金，及在美網擊敗罗斯玛丽·卡萨尔斯；史上僅有1953年的莫林·康諾利（英语：Maureen Connolly Brinker）和1988年的施特菲·格拉芙也完成女子單打大滿貫。
- 1971年 – 第十次贏得澳網女單冠軍；溫網冠軍戰失利後，暫時退休待產。
- 1972年 – 在錯過溫網之後復出回到巡迴賽。
- 1973年 – 贏得三座大滿貫系列賽的單打冠軍和女雙冠軍；成為公開賽年代開始後第一位獲得澳網、溫網和美網女單冠軍的媽媽運動員；在挑戰賽中敗給鮑比·瑞格斯；在贏得美網女雙冠軍之後，完成公開賽年代以來的生涯完全大滿貫。
- 1974年 – 因為生產錯過整個球季。
- 1975年 – 生涯最後一場女單大滿貫賽事，在美網八強戰中，以6–2, 6–4敗給了娜拉提洛娃；與弗吉尼娅·韦德搭檔擊敗比利·简·金與羅斯瑪麗·卡薩爾斯，贏得美網女雙冠軍，是考特的第62個大滿貫系列賽冠軍以及第19個大滿貫女雙冠軍，也是考特的最後一個大滿貫冠軍。
- 1976年 – 因為生產錯過整個球季。
- 1977年 – 在WTA年終總決賽第三輪擊敗格里尔·史蒂文斯，這是考特生涯的最後一場單打賽事，之後因為發現自己懷孕而棄權。

## 技術分析

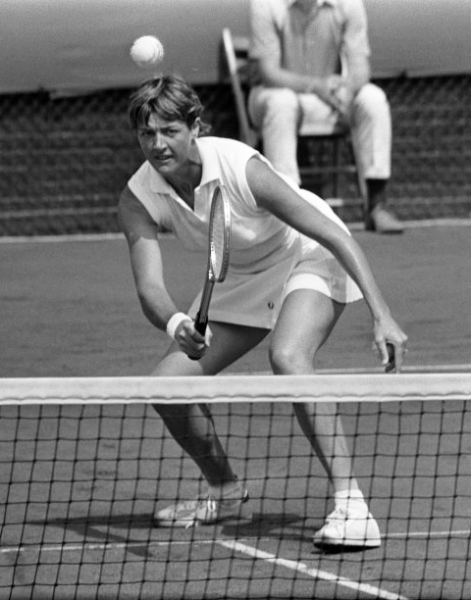
1970年，考特在網前準備截擊。

在1960年代，考特是一個擁有非常長的臂展的球員，因此改變了女子網球的網前截擊。由於擁有身高和臂展的優勢並且非常強壯，使得她在網前非常難以對付，並且能打出很棒的穿越球（overhead shot）。以她的身材而言，她是一個相當靈活，並且是一個攻擊型、發球上網的選手，搭配她的強力發球，就能壓制保守的防禦型球員。考特在網球場上的成功另一部份原因來自於她持續專注地進行體能訓練，她被稱為「澳洲的亞馬遜人」，因為她進行重量訓練、循環訓練和沙丘長跑，這些訓練幫助她在整個生涯中保持健康甚少受傷。

## 特殊紀錄
考特生涯獲得了世界紀錄的62個大滿貫系列賽冠軍，包括24個女子單打、19個女子雙打及19個混合雙打冠軍，若是加上1965年與1969年因為天氣因素而與他人共享的2個澳網混雙冠軍，總計將是21個混合雙打和64個大滿貫系列賽冠軍。另外，1970年、1971年、1973年和1975年澳網未舉行混雙比賽，否則她還可能創下更高紀錄。
考特在生涯85次打進大滿貫系列決賽中贏了62次（72.9%），包含了女單決賽24勝5負（82.8%）、女雙決賽19勝14負（57.6%）及混雙決賽19勝4負（82.6%）。
在她生涯參加的47次女單大滿貫系列賽中，共打進八強43次、四強36次、決賽29次；公開賽年代開始後，從1969年澳網開始到1973年美網為止，她16次參加女單大滿貫系列賽並贏得了其中11座冠軍；公開賽年代之前，在1962年澳網和1966年澳網之間，她也在17次女單大滿貫系列賽中贏得了11座冠軍。在大滿貫賽事中，考特對上非種子球員的戰績是壓倒性的146勝2負（98.6%）。
考特是唯一一位贏得女單大滿貫和混雙大滿貫的球員，她在1970年賽季中完成了女單大滿貫（1963年時已達成女單職業大滿貫），另外在1963年和同胞選手肯·弗莱彻完成混雙大滿貫，之後又在1965年搭配3位不同的搭檔達成一次（肯·弗萊徹、約翰·紐康姆和弗雷德·施托勒。
考特在以下年份的大滿貫系列賽中贏得了半數以上的冠軍頭銜：1963年（12個之中的8個）、1964年（12個之中的7個）、1965年（12個之中的9個）、1969年（12個之中的8個）、1970年（11個之中的7個）和1973年（11個之中的6個）。
根據倫敦每日电讯报統計1914年至1972年間的年終排名，考特在 1962年、 1963年、1964年、1965年、1969年和1970年均奪得年終世界第一；在女子网球联合会（WTA）開始其官方排名系統後，考特也在1973年排名世界第一。

## 獲獎
- 由於考特在運動以及國際關係的服務，她於1967年1月1日獲得大英帝國勳章[18]。
- 1963年和1970年，考特兩度被澳大利亚广播公司選為年度運動員。
- 1970年考特也獲得西澳榮譽「華特·林多姆獎」（the Walter Lindrum Award）。
- 1979年，考特被推薦成為國際網球名人堂成員。
- 1993年，考特被推薦進入澳洲網球名人堂（英语：Australian Tennis Hall of Fame）。
- 2000年，考特由於她的輝煌運動生涯而獲得澳洲運動獎章（英语：Australian Sports Medal）[19]。
- 2001年，考特由於她致力推廣澳洲網球運動而獲得了澳洲建國百年紀念獎章（英语：Centenary Medal）[20]。
- 2003年，考特獲得了澳洲郵局的2003年澳洲傳奇獎（英语：Australian Legends），當年澳洲郵局以她的肖像製作澳洲郵票以向她致敬。
- 2006年，她獲得國際網球總會的菲利普·沙特里耶獎（the Philippe Chatrier Award）。
- 2007年，考特由於對網球運動的貢獻獲得了澳大利亞官佐勳章[21]。
- 2021年，基於「身為國際間廣受好評的運動員、大滿貫冠軍紀錄保持人及年輕運動員的導師，對網球做出傑出貢獻」，考特獲得晉升為澳洲同伴勳章[22]。

## 戰績表
指引：
| W | F | SF | QF | #R | RR | LQ (Q#) | A | P | Z# | PO | SF-B | F-S | G | NMS | NH | NQ |

W：冠軍；F：亞軍；SF：四強；QF：八強；#R：前四輪；RR：小組賽；LQ：止步資格賽；A：缺席；P：比赛延期；Z#：戴维斯杯/联合会杯组别赛（#表示级别）；PO：參與戴維斯盃/联合会杯附加赛；SF-B：奧運會銅牌；F-S：奧運會銀牌；G：奧運會金牌；NMS：非ATP1000大師賽系列；NH：該賽事本年度未舉行；NQ：未入圍。

### 單打
| 賽事 | 1959  | 1960  | 1961  | 1962  | 1963  | 1964  | 1965  | 1966  | 1967  | 1968  | 1969  | 1970  | 1971  | 1972  | 1973  | 1974  | 1975  | 奪冠率  |
| ---- | ----- | ----- | ----- | ----- | ----- | ----- | ----- | ----- | ----- | ----- | ----- | ----- | ----- | ----- | ----- | ----- | ----- | ------- |
| 澳網 | 2R    | W     | W     | W     | W     | W     | W     | W     | A     | F     | W     | W     | W     | A     | W     | A     | QF    | 11 / 14 |
| 法網 | A     | A     | QF    | W     | QF    | W     | F     | SF    | A     | A     | W     | W     | 3R    | A     | W     | A     | A     | 5 / 10  |
| 溫網 | A     | A     | QF    | 2R    | W     | F     | W     | SF    | A     | QF    | SF    | W     | F     | A     | SF    | A     | SF    | 3 / 12  |
| 美網 | A     | A     | SF    | W     | F     | 4R    | W     | A     | A     | QF    | W     | W     | A     | SF    | W     | A     | QF    | 5 / 11  |
| 勝率 | 0 / 1 | 1 / 1 | 1 / 4 | 3 / 4 | 2 / 4 | 2 / 4 | 3 / 4 | 1 / 3 | 0 / 0 | 0 / 3 | 3 / 4 | 4 / 4 | 1 / 3 | 0 / 1 | 3 / 4 | 0 / 0 | 0 / 3 | 24 / 47 |

奪冠率 = 奪冠次數 / 參賽次數

### 女子雙打
| 賽事 | 1959  | 1960  | 1961  | 1962  | 1963  | 1964  | 1965  | 1966  | 1967  | 1968  | 1969  | 1970  | 1971  | 1972  | 1973  | 1974  | 1975  | 1976  | 奪冠率  |
| ---- | ----- | ----- | ----- | ----- | ----- | ----- | ----- | ----- | ----- | ----- | ----- | ----- | ----- | ----- | ----- | ----- | ----- | ----- | ------- |
| 澳網 | A     | F     | W     | W     | W     | F     | W     | F     | A     | SF    | W     | W     | W     | A     | W     | A     | F     | QF    | 8 / 14  |
| 法網 | A     | A     | 3R    | F     | F     | W     | W     | W     | A     | A     | F     | SF    | SF    | A     | W     | A     | A     | A     | 4 / 10  |
| 溫網 | A     | A     | F     | SF    | F     | W     | 3R    | F     | A     | QF    | W     | QF    | F     | A     | QF    | A     | QF    | A     | 2 / 12  |
| 美網 | A     | A     | 2R    | QF    | W     | F     | A     | A     | A     | W     | F     | W     | A     | F     | W     | A     | W     | A     | 5 / 10  |
| 勝率 | 0 / 0 | 0 / 1 | 1 / 4 | 1 / 4 | 2 / 4 | 2 / 4 | 2 / 3 | 1 / 3 | 0 / 0 | 1 / 3 | 2 / 4 | 2 / 4 | 1 / 3 | 0 / 1 | 3 / 4 | 0 / 0 | 1 / 3 | 1 / 1 | 19 / 46 |

奪冠率 = 奪冠次數 / 參賽次數

### 混合雙打
| 賽事 | 1959  | 1960  | 1961  | 1962  | 1963  | 1964  | 1965  | 1966  | 1967  | 1968  | 1969  | 1970  | 1971  | 1972  | 1973  | 1974  | 1975  | 奪冠率  |
| ---- | ----- | ----- | ----- | ----- | ----- | ----- | ----- | ----- | ----- | ----- | ----- | ----- | ----- | ----- | ----- | ----- | ----- | ------- |
| 澳網 | A     | A     | A     | A     | W     | W     | W     | SF    | A     | F     | W     | NH    | NH    | NH    | NH    | NH    | NH    | 4 / 6   |
| 法網 | A     | A     | SF    | A     | W     | W     | W     | 3R    | A     | A     | W     | SF    | 3R    | A     | A     | A     | A     | 4 / 8   |
| 溫網 | A     | A     | SF    | A     | W     | F     | W     | W     | A     | W     | SF    | 2R    | A     | A     | F     | A     | W     | 5 / 10  |
| 美網 | A     | A     | W     | W     | W     | W     | W     | A     | A     | A     | W     | W     | A     | W     | F     | A     | SF    | 8 / 10  |
| 勝率 | 0 / 0 | 0 / 0 | 1 / 3 | 1 / 1 | 4 / 4 | 3 / 4 | 4 / 4 | 1 / 3 | 0 / 0 | 1 / 2 | 3 / 4 | 1 / 3 | 0 / 1 | 1 / 1 | 0 / 2 | 0 / 0 | 1 / 2 | 21 / 34 |

奪冠率 = 奪冠次數 / 參賽次數
備註：由於1965年及1969年澳網的混雙賽事並未進行決賽，這兩年的冠軍為決賽對戰的兩個組合共享，所以通常不計入考特的生涯大滿貫冠軍數。不過澳網官方正式的紀錄為聯合獲得冠軍，因此上表列入這兩次冠軍紀錄，總計考特生涯獲得各種賽事的大滿貫冠軍數為21個。

## 紀錄
- 粗體字表示考特為唯一的紀錄保持者

### 大滿貫史上最佳紀錄
- 以下列出在整個網球史上由考特締造的傑出紀錄

| 成就 | 年份        | 紀錄  | 其他達成選手                                                              |
| --- | ----------- | ----- | ------------------------------------------------------------------------- |
| 大滿貫女單冠軍 | 1960–1973   | 24座  | 紀錄保持者                                                                |
| 大滿貫各項賽事冠軍 | 1960–1975   | 62座* | 紀錄保持者                                                                |
| 大滿貫混雙冠軍 | 1960–1975   | 19座* | 紀錄保持者                                                                |
| 澳網女單冠軍 | 1960–1973   | 11座  | 紀錄保持者                                                                |
| 澳網各項賽事冠軍 | 1960–1977   | 21座  | 紀錄保持者                                                                |
| 法網各項賽事冠軍 | 1962–1973   | 13座  | 紀錄保持者                                                                |
| 年度大滿貫 – 女單 | 1970        | 1次   | 莫林·康諾利、施特菲·格拉芙                                                |
| 年度大滿貫 – 混雙 | 1963 & 1965 | 2次   | 紀錄保持者                                                                |
| 三冠王（在同一賽事中贏得女單、女雙及混雙三項冠軍）                                                                            | 1963–1970   | 5次   | 苏珊·朗格伦                                                               |
| 生涯完全大滿貫（贏得四個網球大滿貫系列賽的所有賽事冠軍）                                                                      | 1960–1969   | 2次   | 玛蒂娜·纳芙拉蒂洛娃                                                       |
| 連續贏得大滿貫系列賽冠軍 | 1969–1971   | 6座   | 莫林·康諾利、玛蒂娜·纳芙拉蒂洛娃                                          |
| 大滿貫第一輪比賽敗場數 | 1960–1977   | 0場   | 比约恩·博里、唐·布吉、南希·韋恩·博爾頓、克里斯·埃弗特以及海倫·威爾斯·穆迪 |
| * -考特還有兩座大滿貫混雙冠軍因為比賽取消而與對手共享，若加計這兩座冠軍則她總共贏得21座大滿貫混雙冠軍和64座大滿貫系列賽冠軍。 |             |       |                                                                           |

### 其他大滿貫系列賽紀錄
| 時間                                               | 成就                                                           | 其他達成選手                     |
| -------------------------------------------------- | -------------------------------------------------------------- | -------------------------------- |
| 1960年澳洲網球公開賽 — 1969年溫布頓網球錦標賽      | 贏得了四個網球大滿貫系列賽的所有賽事冠軍兩次（生涯完全大滿貫） | 紀錄保持者                       |
| 1963年，1965年*，和1969年*澳洲網球公開賽           | 在同一賽事中贏得女單、女雙及混雙三項冠軍（三冠王）             | 達芙妮·阿克赫斯特、南希·博爾頓   |
| 1970年澳洲網球公開賽 — 1970年美國網球公開賽        | 年度大滿貫 – 女單                                              | 莫林·康諾利、玛蒂娜·纳芙拉蒂洛娃 |
| 1969年美國網球公開賽 — 1971澳洲網球公開賽          | 連續贏得6座大滿貫系列賽女單冠軍                                | 莫林·康諾利、玛蒂娜·纳芙拉蒂洛娃 |
| 1973年法國網球公開賽                               | 成為母親之後贏得法網女單冠軍                                   | 紀錄保持者                       |
| 1973澳洲網球公開賽 — 1973年美國網球公開賽          | 成為母親之後贏得3座大滿貫系列賽女單冠軍                        | 金·克萊斯特絲                    |
| * - 1965年和1969年混雙冠軍因為比賽取消而與對手共享 |                                                                |                                  |

### 其他紀錄
| 時間          | 成就                                            | 其他達成選手 |
| ------------- | ----------------------------------------------- | ------------ |
| 1960年–1977年 | 網球史上最多女子單打冠軍 － 生涯獲得192個       | 紀錄保持者†  |
| 1970年        | 公開賽年代單一年度最多單打冠軍 － 21個          | 紀錄保持者   |
| 1973年        | 巡迴賽單一年度最多單打冠軍 － 18個              | 紀錄保持者   |
| 1968年–1977年 | 公開賽年代女子單打生涯勝率最高：91.37% (593–56) | 紀錄保持者   |

† 有些資料統計伊莉莎白·萊恩在她的生涯中贏得超過200個單打冠軍。

## 外部連結
- 玛格丽特·考特 （页面存档备份，存于） 在國際網球名人堂的資料 （英文）
- 玛格丽特·考特 （页面存档备份，存于）  在聯邦盃的資料 （英文）
- 玛格丽特·考特 （页面存档备份，存于） 在澳洲網球協會的資料（英文）
- 玛格丽特·考特的官方资料
- 玛格丽特·考特的国际女子网球协会官方資料（英文）
- 玛格丽特·考特在互联网电影资料库（IMDb）上的資料（英文）